# NGC 2419
NGC 2419 é um aglomerado globular na direção da constelação de Lynx. O objeto foi descoberto pelo astrônomo William Herschel em 1788, usando um telescópio refletor com abertura de 18,6 polegadas. Devido a sua moderada magnitude aparente (+10,3), é visível apenas com telescópios amadores ou com equipamentos superiores.